# Neinriki Pond
Neinriki Pond (Riki Pond) ist einer von vier Hypersaline Lagoons (Salzsee) im südlichen Teil des pazifischen Archipels der Gilbertinseln nahe dem Äquator im Staat Kiribati.

## Geographie
Der flache See liegt im Nordosten der Insel Nikunau. Es handelt sich um die Reste der einstigen Lagune, nachdem sich das Atoll gehoben hat.
Die nächstgelegene Siedlung ist Rungata. Eine Straße führt von dort zum See. Offenbar gab es dort zeitweise eine Fischfarm.